# مؤتمر بالي حول الهولوكوست
مؤتمر بالي حول الهولوكوست عقد يوم 12 يونيو 2007م في جيمباران بالي إندونيسيا. كان المؤتمر يهدف إلى تعزيز التسامح الديني والتأكيد على حقيقة الهولوكوست وحضره الحاخامات وشهود المحرقة والقادة المسلمين والمدرسون والطلاب. وقد نظم هذا الحدث الرئيس الإندونيسي السابق عبد الرحمن وحيد برعاية معهد وحيد، ومركز سيمون ويزنثال في لوس أنجلوس، ومؤسسة ليفورال. ذكر وحيد أنه على الرغم من أنه صديق جيد للرئيس الإيراني محمود أحمدي نجاد إلا أن وجهات نظره حول المحرقة خاطئة وأنه حدث بالفعل.
وكان من بين الحضور أبراهام كوبر وهو حاخام وعميد مشارك في مركز سيمون ويزنثال. هولاند تايلور الرئيس التنفيذي لمؤسسة ليبفورال، والناجي الأمريكي من المحرقة سول تيخمان، والكاهن الكاثوليكي الإندونيسي فرانز ماغنيس سوسينو، والزعيم الديني الهندي سري سري رافي شانكار، وتوميني امرأة من بالي تعرضت لحروق شديدة عندما استهدف متشددون مرتبطون بالقاعدة ملهى ليلي عام 2002، والحاخام دانيال لانديس مدير معهد برديس للدراسات اليهودية في القدس، وألفريد باليتزر دكتور وزميل أول في جامعة كليرمونت للدراسات العليا في الولايات المتحدة وكبير مستشاري مركز سيمون ويزنثال، وتيد غوفر من معهد دراسات المحيط الهادئ، ومنسق المؤتمرات والإعلام.